# Althepus leucosternus
Althepus leucosternus là một loài nhện trong họ Ochyroceratidae. Loài này phân bố ở Thailand.